# دره (سامی)
دره شهری در شهرستان سامی در استان بانوا در بورکینافاسوی غربی است و جمعیت آن ۶۰۸ نفر است.